# 29 فبراير
- السبت
- الأحد
- الاثنين
- الثلاثاء
- الأربعاء
- الخميس
- الجمعة

- 12 شعبان 1446  هـ
- 23 شعبان 1446  هـ
- 34 شعبان 1446  هـ
- 45 شعبان 1446  هـ
- 56 شعبان 1446  هـ
- 67 شعبان 1446  هـ
- 78 شعبان 1446  هـ
- 89 شعبان 1446  هـ
- 910 شعبان 1446  هـ
- 1011 شعبان 1446  هـ
- 1112 شعبان 1446  هـ
- 1213 شعبان 1446  هـ
- 1314 شعبان 1446  هـ
- 1415 شعبان 1446  هـ
- 1516 شعبان 1446  هـ
- 1617 شعبان 1446  هـ
- 1718 شعبان 1446  هـ
- 1819 شعبان 1446  هـ
- 1920 شعبان 1446  هـ
- 2021 شعبان 1446  هـ
- 2122 شعبان 1446  هـ
- 2223 شعبان 1446  هـ
- 2324 شعبان 1446  هـ
- 2425 شعبان 1446  هـ
- 2526 شعبان 1446  هـ
- 2627 شعبان 1446  هـ
- 2728 شعبان 1446  هـ
- 2829 شعبان 1446  هـ

29 فبراير أو 29 شُباط أو يوم 29 \ 2 (اليوم التاسع والعشرون من الشهر الثاني) هو اليوم الستون (60) من السنوات الكبيسة وفقًا للتقويم الميلادي الغربي (الغريغوري). يبقى بعده 306 يومًا لانتهاء السنة. وهذا اليوم موجود فقط في السنوات التي يقبل رقمها القسمة على 4 بدون باقي، مثل 2004، باستثناء السنوات المئوية مثل 1900، و1800، على أن السنوات التي تنتهي بأصفار وتقبل القسمة على 400 تكون سنوات كبيسة، مثل 2000، و2400.

## أحداث
- 1288 - صدور قانون في اسكتلندا يقضي بتغريم الرجل الأعزب إذا ما طلبت يده امرأة ورفض طلبها.
- 1504 - كريستوفر كولومبوس يستدل بعلم الفلك وبعلمه بخسوف القمر ويقنع الأمريكيين الأصليين بتزويده بالمؤن.
- 1948 - عصابات صهيونية تقصف قطار مصري وهو في طريقة من القاهرة إلى حيفا، مما أدى إلى وفاة أكثر من 35 جندي بريطاني.
- 1956 - باكستان وبعد مرور أكثر من تسعة سنوات على استقلالها تعلن عن قيام «الجمهورية الإسلامية الباكستانية».
- 1960 - زلزال يهز مدينة أغادير المغربية، بقوة 5.9 على مقياس ريختر، وذلك على الساعة 23:15، فدام الزلزال 15 ثانية، ليقتل ثلث السكان، ويشرد ثلثاً آخر، حيث كان عدد السكان آنذاك 45.000 نسمة
- 1988 -
  - السلطات الجنوب أفريقية تعتقل داعية السلام الأسقف ديزموند توتو ومئة آخرين خلال تظاهرات ضد نظام الفصل العنصري ضد السود والذي كانت تعتمده جنوب أفريقيا.
  - أحد العلماء البريطانيين يخترع أول آلة كاتبة إلكترونية في العالم تكتب بطريقة بريل لقراءة المكفوفين.
- 2008 - مجلس الرئاسة العراقية يصادق على إعدام علي حسن المجيد الملقب «بعلي الكيماوي» وذلك بعد الحكم عليه بتهم جرائم حرب.
- 2020 - الأديب اللبناني أمين معلوف، يُمنح وسام الاستحقاق الوطني الفرنسي من رتبة ضابط كبير، تقديرًا لعطاءاته وإنجازاته في عالم الأدب.

## مواليد
- 1468 - البابا بولس الثالث، بابا الكنيسة الرومانية الكاثوليكية.
- 1792 - جواكينو روسيني، موسيقى إيطالي.
- 1860 - هيرمان هولليريث، إحصائي أمريكي.
- 1916 - دينه شور، ممثلة أمريكية.
- 1924 - بيير سينيبالدي، لاعب ومدرب كرة قدم فرنسي.
- 1936 - ماستين غريغوري، سائق سيارات أمريكي.
- 1940 - برثلماوس الأول، رئيس أساقفة البطريركية القسطنطينية المسكونية.
- 1944 - دنيس فارينا، ممثل أمريكي.
- 1948 - مريم سلطان، ممثلة إماراتية.
- 1952 - رايسا سميتانينا، لاعبة أولمبية من الاتحاد السوفييتي.
- 1956 - أيلين ورنوس، مجرمة أمريكية.
- 1960 -
  - ريتشارد راميرز، مجرم أمريكي.
  - الشاب خالد، مغني جزائري.
  - بشير نافع، عسكري فلسطيني.
- 1968 - أحمد السقا، ممثل مصري.
- 1972 - مايك بوليت، لاعب كرة قدم إنجليزي.
- 1976 -
  - كاتالين كوفاتش، لاعبة أولمبية مجرية.
  - جا رول، مغني راب أمريكي.
- 1980 -
  - روبين بلازا، دراج إسباني.
  - تايلور تويلمان، لاعب كرة قدم أمريكي.
- 1988 -
  - سكوت غولبورن، لاعب كرة قدم إنجليزي.
  - بينيديكت هوفيديس، لاعب كرة قدم ألماني.
- 1992 - سفير تايدر لاعب كرة قدم فرنسي من أصل جزائري.

## وفيات
- 1744 - جون ثيافليس ديسجلوريس، فيلسوف بريطاني / فرنسي.
- 1908 - جون أدريان لويس هوب، الحاكم العام الأول لأستراليا.
- 1928 - أدولف آبيا، مصور ومخرج مسرحي سويسري.
- 1944 - بير إفيند سفينهوفد، رئيس فنلندا الثالث.
- 1980 - إيغال آلون، سياسي إسرائيلي.
- 1996 -
  - خالد محمد خالد، كاتب ومفكر مصري.
  - شمس بهلوي، أميرة إيرانية.
- 2024 - لجينة الأصيل، كاتبة ورسامة وفنانة تشكيلية سورية.

## أعياد ومناسبات
- هذا اليوم هو 29 فبراير، يأتي مرة كل أربعة أعوام (سنة كبيسة).
- اليوم الرابع من أيام الهاء عند البهائية.

## وصلات خارجية
- وكالة الأنباء القطريَّة: حدث في مثل هذا اليوم.
- النيويورك تايمز: حدث في مثل هذا اليوم.
- BBC: حدث في مثل هذا اليوم.